# Сушка аерогеліодинамічна
Сушка аерогеліодинамічна — новий комбінований метод сушки і очищення дисперсних гірських порід (піски, глини) і матеріалів (кераміка, керамзит) розроблений у Обнінському інституті атомної енергетики (РФ). Аерогеліодинамічні установки по сушці-очищенню передбачається виконувати в блоково-модульному виконанні і експлуатувати в аеро-, геліо- і аерогеліорежимах в залежності від кліматичних умов і специфіки діяльності підприємств по переробці гірських порід і матеріалів. Нове розв'язання проблеми сушки-очищення дисперсних гірських порід і матеріалів перспективне для застосування в енергетиці, будівництві, гірничопереробній, керамічній, хімічній та інш. промисловості.